# Vredeplein (Evere)
Het Vredeplein (Frans: Place de la Paix) is een driehoekig plein in Evere. Het plein in het centrum van Evere is het hart van de wijk Vrede. Vanuit Brussel en Schaarbeek opent het plein zich vanuit de Edward Stuckensstraat. Eenmaal voorbij het plein verandert deze verkeersader in de Edward Dekosterstraat. De Parijsstraat dwarst het plein en vormt een van de zijden van het driehoekig plein. Centraal op het plein ligt de tramhalte Vrede, welke bediend wordt door de lijnen 32 en 55.
Reeds op de Ferrariskaarten, daterend uit 1777, is het plein aanwezig. Het plein vormt een verbinding tussen het Goede Herderpark en het natuurreservaat Moeraske in het noorden, het intussen voormalige kerkhof van Evere in het oosten en het gemeentehuis van Evere in het zuiden aan de overzijde van de Haachtsesteenweg.
In 2030 zal aan de westelijke zijde van het plein ook de toegang tot het metrostation Vrede in dienst genomen worden samen met de ingebruikname van de nieuwe Brusselse metrolijn 3.